# Liste der Orte im Landkreis Bayreuth
Die  Liste  Orte im Landkreis Bayreuth listet die  728 amtlich benannten Gemeindeteile (Hauptorte, Kirchdörfer, Pfarrdörfer, Dörfer, Weiler und Einöden) im Landkreis Bayreuth auf.

## Systematische Liste
Städte und Gemeinden mit den zugehörigen Orten in alphabetischer Reihenfolge:
- Ahorntal mit 27 Gemeindeteilen:
  - Pfarrdörfer Kirchahorn, Poppendorf und Volsbach
  - Kirchdorf Oberailsfeld
  - Dörfer Adlitz, Christanz, Eichig, Freiahorn, Hintergereuth, Körzendorf, Pfaffenberg, Reizendorf, Vordergereuth und Weiher
  - Weiler Brünnberg, Dentlein, Hundshof und Zauppenberg
  - Schloss Rabenstein
  - Einöden Hütten, Klausstein, Langweil, Neumühle, Schöchleinsmühle, Schweinsmühle, Windmühle und Wünschendorf

- Aufseß mit 10 Gemeindeteilen:
  - Pfarrdörfer Aufseß, Hochstahl und Neuhaus
  - Dörfer Heckenhof, Sachsendorf und Zochenreuth
  - Einöde Dörnhof
  - Weiler Kobelsberg
  - Ort Hundshof
  - Schloss Oberaufseß

- Stadt Bad Berneck im Fichtelgebirge mit 38 Gemeindeteilen:
  - Hauptort Bad Berneck im Fichtelgebirge
  - Dörfer Bärnreuth, Escherlich, Föllmar, Gesees, Goldmühl, Heinersreuth, Hohenknoden, Nenntmannsreuth, Neudorf, Schmelz, Vorderröhrenhof und Wasserknoden
  - Weiler Birkenhof, Eichberg, Frankenhammer, Gothendorf, Hinterröhrenhof, Juliusthal, Köslar, Mainleithen, Micheldorf und Rimlas
  - Schloss Falkenhaus
  - Einöden Brandleithen, Bruckmühle, Degmann, Doebitsch, Föllmarsberg, Fornenmühle, Jägersruh, Kolbenhof, Kutschenrangen, Mooshof, Neuhaus, Rödlasberg, Steinbühl und Warmeleithen

- Stadt Betzenstein mit 23 Gemeindeteilen:
  - Hauptort Betzenstein;
  - Kirchdörfer Hüll und Riegelstein
  - Dörfer Eckenreuth, Eichenstruth, Hetzendorf, Höchstädt, Illafeld, Klausberg, Leupoldstein, Mergners, Reipertsgesee, Spies, Stierberg und Weidensees
  - Weiler Altenwiesen, Hunger, Kröttenhof, Münchs, Ottenberg, Schermshöhe und Waiganz
  - Einöde Eibenthal

- Bindlach mit 35 Gemeindeteilen:
  - Pfarrdörfer Benk und Bindlach
  - Dörfer Allersdorf, Deps, Gemein, Haselhof, Heinersgrund, Obergräfenthal, Pferch, Ramsenthal, Röhrig, Ruh, Stöckig, Theta und Zettlitz
  - Siedlung Bindlacher Berg
  - Weiler Crottendorf, Dörflas, Eckershof, Euben, Hauenreuth, Katzeneichen und Schrot
  - Einöden Bremermühle, Buchhof, Flurhof, Forkenhof, Friedrichshof, Furtbach, Grabenhaus, Heisenstein, Neuhaus, Röthelbach, Schleifmühle und Weiherhaus

- Bischofsgrün mit 15 Gemeindeteilen:
  - Pfarrdorf Bischofsgrün
  - Dörfer Birnstengel, Fröbershammer, Rangen und Wülfersreuth
  - Weiler Glasermühle, Güßhügel, Hedlerreuth und Hohehaid
  - Anstalt Höhenklinik Bischofsgrün
  - Einöden Göhren, Hirschhaid, Karches und Neuhaus
  - Forsthaus Eichig

- Stadt Creußen mit 38 Gemeindeteilen:
  - Hauptort Creußen
  - Kirchdorf Seidwitz
  - Dörfer Althaidhof, Bühl, Gottsfeld, Großweiglareuth, Hörlasreuth, Kotzmannsreuth, Neuenreuth, Neuhaidhof, Neuhof, Ottmannsreuth, Schwürz, Tiefenthal, Unterschwarzach und Wasserkraut
  - Ehemaliger Markt Lindenhardt
  - Weiler Altenkünsberg, Boden, Hagenohe, Kleinweiglareuth, Lankenreuth, Letten und Oberschwarzach
  - Einöden Dorschenhof, Eimersmühle, Haaghaus, Hagenreuth, Hammermühle, Hörhof, Neuhaus, Oberhöhlmühle, Oberneueben, Sägmühle, Sorg, Stockmühle, Unterhöhlmühle und Unterneueben

- Eckersdorf mit 24 Gemeindeteilen:
  - Pfarrdörfer Busbach, Eckersdorf und Neustädtlein am Forst
  - Kirchdorf Tröbersdorf
  - Dörfer Donndorf, Eschen, Forst, Lahm, Oberwaiz, Pleofen und Simmelbuch
  - Weiler Hardt, Lochau, Lohe, Melkendorf, Schanz, Vorlahm und Windhof
  - Einöden Heisenstein, Matzenberg, Stein, Waldhütte und Wolfsgraben
  - Schloss Schloss Fantaisie

- Emtmannsberg mit 21 Gemeindeteilen:
  - Pfarrdörfer Birk und Emtmannsberg
  - Dörfer Eichschlag, Hauendorf, Oberölschnitz, Schamelsberg, Troschenreuth und Unterölschnitz
  - Weiler Pirschling und Wiedent
  - Einöden Amoslohe, Bühl, Eichen, Eichhammer, Fickmühle, Gampelmühle, Gottelhof, Hühl, Linhardshaus, Reuthaus und Seidelmühle

- Fichtelberg mit 3 Gemeindeteilen:
  - Pfarrdorf Fichtelberg
  - Dörfer Hüttstadl und Neubau

- Stadt Gefrees mit 44 Gemeindeteilen:
  - Hauptort Gefrees
  - Pfarrdorf Streitau
  - Kirchdorf Stein
  - Dörfer Böseneck, Falls, Gottmannsberg, Grünstein, Kornbach, Lübnitz, Lützenreuth, Metzlersreuth, Schamlesberg, Witzleshofen, Wundenbach und Zettlitz
  - Weiler Ackermannshof, Bucheck, Entenmühle, Haidlas, Hermersreuth, Höflas, Hollenreuth, Mittelbug, Neuenreuth, Oberbug und Unterbug
  - Einöden Bechertshöfen, Grünhügel, Hämmerlas, Hinterbug, Hutschenreuth, Kastenmühle, Hinterer Kesselberg, Vorderer Kesselberg, Kirschbaum, Knopfhammer, Meyerhof, Neubau, Oberneuenreuth, Petzet, Sand, Schweinsbach, Streitauermühle und Wagnerseinzel

- Gesees mit 7 Gemeindeteilen:
  - Pfarrdorf Gesees
  - Dörfer Forkendorf und Spänfleck
  - Weiler Eichenreuth, Forstmühle und Hohenfichten
  - Einöde Thalmühle

- Glashütten mit 2 Gemeindeteilen:
  - Kirchdorf Glashütten
  - Einöde Altenhimmel

- Stadt Goldkronach mit 32 Gemeindeteilen:[2]
  - Hauptort Goldkronach
  - Pfarrdorf Nemmersdorf
  - Dörfer Brandholz, Dressendorf, Kottersreuth, Leisau, Reuth, Sickenreuth und Zoppaten
  - Orte Beerfleck,  und Schlegelberg
  - Weiler Haag, Pfergacker, Pöllersdorf und Sand
  - Einöden Forthof, Frankenberg, Friedrichsloh, Geräum, Goldberg, Goldner Hirsch, Heidelleithen, Konradswiese, Kreuzstein, Kühleithen, Melm, Pfarrloh, Saas, Sandhof, Silberrose, Sommerleithen und Ziegelhütte

- Haag mit 11 Gemeindeteilen:
  - Pfarrdorf Haag
  - Dörfer Obernschreez und Unternschreez
  - Weiler Bocksrück, Culmberg und Gosen
  - Einöden Bockmühle, Freileithen, Huth, Leismühle und Sahrmühle

- Heinersreuth mit 18 Gemeindeteilen:
  - Pfarrdorf Heinersreuth
  - Dörfer Altenplos, Cottenbach, Grüngraben, Unterkonnersreuth und Unterwaiz
  - Weiler Dürrwiesen, Hahnenhof, Lichtentanne, Neuenplos, Sorg, Tannenbach, Vollhof und Weikenreuth
  - Einöden Denzenlohe, Flur, Martinsreuth und Stockhaus

- Stadt Hollfeld mit 24 Gemeindeteilen:
  - Hauptort Hollfeld
  - Pfarrdörfer Freienfels, Krögelstein und Schönfeld
  - Kirchdörfer Drosendorf an der Aufseß und Welkendorf
  - Dörfer Fernreuth, Gottelhof, Höfen, Kainach, Loch, Moggendorf, Neidenstein, Pilgerndorf, Stechendorf, Tiefenlesau, Treppendorf, Weiher und Wiesentfels
  - Weiler Hainbach und Wohnsdorf
  - Orte Schafhof und Schnackenwöhr
  - Einöde Utzbürg

- Hummeltal mit 20 Gemeindeteilen:
  - Pfarrdorf Pettendorf
  - Dörfer Bärnreuth, Creez, Hinterkleebach, Moritzreuth, Muthmannsreuth und Pittersdorf
  - Weiler Gubitzmoos, Neß, Steinmühle, Voitsreuth und Weiglathal
  - Einöden Eichen, Hohenreuth, Moritzmühle, Neumühle, Pettendorfermühle, Rosengarten, Röthelbach und Schützenmühle

- Kirchenpingarten mit 16 Gemeindeteilen:
  - Pfarrdorf Kirchenpingarten
  - Dörfer Dennhof, Eckartsreuth, Kirmsees, Lienlas, Muckenreuth, Reislas und Tressau
  - Weiler Fuchsendorf, Grub, Hahnengrün, Langengefäll und Schmetterslohe
  - Einöden Flinsberg, Herrnmühle und Zengerslohe

- Mehlmeisel mit 10 Gemeindeteilen:
  - Pfarrdorf Mehlmeisel
  - Kirchdorf Unterlind
  - Weiler Oberlind; Dörfer Erllohe, Mitterlind, Neugrün und Richardsfeld
  - Einöden Fischlohe, Hüttstadl und Klausenhäusl

- Mistelbach mit sechs Gemeindeteilen:
  - Pfarrdorf Mistelbach
  - Weiler Schnörleinsmühle
  - Einöden Finkenmühle, Poppenmühle, Sonnenleithen und Zeckenmühle

- Mistelgau mit 41 Gemeindeteilen:
  - Pfarrdörfer Mengersdorf, Mistelgau und Obernsees
  - Dörfer Engelmeß, Frankenhaag, Gollenbach, Plösen, Seitenbach, Streit, Truppach und Wohnsgehaig
  - Weiler Außerleithen, Braunersberg, Culm obere, Culm untere, Geislareuth, Hardt, Harloth, Klingenmühle, Lenz, Ochsenholz, Schobertsreuth und Tennig
  - Einöden Äußerer Graben, Bärnreuth, Böhnershof, Eschenmühle, Friedrichsruh, Göritzen, Gries, Hundshof, Kammer, Kreckenmühle, Laimen, Moosing, Pensenleithen, Schnackenwöhr, Schobertsberg, Schöchleins, Sorg und Striegelhof

- Stadt Pegnitz mit 49 Gemeindeteilen: Hauptort Pegnitz
  - Pfarrdörfer Bronn und Troschenreuth
  - Kirchdörfer Buchau, Körbeldorf und Leups; ehemaligen Märkte Büchenbach und Trockau
  - Dörfer Bodendorf, Hainbronn, Hammerbühl, Horlach, Kaltenthal, Kosbrunn, Langenreuth, Lobensteig, Lüglas, Nemschenreuth, Neudorf, Neuhof, Reisach, Rosenhof, Stein, Stemmenreuth, Willenberg, Willenreuth und Zips
  - Weiler Hollenberg, Lehm, Penzenreuth, Pertenhof, Vestenmühle, Weidelwangermühle, Weidmannshöhe und Wolfslohe
  - Einöden Birklmühle, Großkrausmühle, Haidmühle, Hedelmühle, Heroldsreuth, Herrenmühle, Hufeisen-Waldhaus, Kleinkrausmühle, Kotzenhammer, Leupsermühle, Oberhauenstein, Scharthammer, Unterhauenstein und Ziegelhütte

- Plankenfels mit 14 Gemeindeteilen:
  - Kirchdorf Plankenfels
  - Dörfer Scherleithen, Schressendorf und Wadendorf
  - Weiler Kaupersberg, Meuschlitz, Neuwelt, Plankenstein und Ringau
  - Einöden Eichenmühle, Hammer, Neumühle, Schlotmühle und Schrenkersberg

- Markt Plech mit 6 Gemeindeteilen:
  - Hauptort Plech
  - Kirchdorf Bernheck
  - Dorf Ottenhof
  - Einöden Fallmeisterei, Schönthal und Strüthof

- Stadt Pottenstein mit 35 Gemeindeteilen:
  - Hauptort Pottenstein
  - Pfarrdörfer Elbersberg, Hohenmirsberg und Kirchenbirkig
  - Kirchdörfer Kühlenfels und Tüchersfeld
  - Dörfer Geusmanns, Graisch, Haßlach, Kleinkirchenbirkig, Prüllsbirkig, Püttlach, Rackersberg, Regenthal, Trägweis, Vorderkleebach, Waidach, Wannberg, Weidenhüll bei Leienfels, Weidenloh und Weidmannsgesees
  - Weiler Arnleithen, Haselbrunn, Kleinlesau, Leienfels, Mandlau, Pullendorf, Rupprechtshöhe, Schüttersmühle, Siegmannsbrunn, Soranger, Steifling, Weidenhüll bei Elbersberg und Weidenhüll-Knock
  - Einöden Altenhof und Mittelmühle

- Prebitz mit 14 Gemeindeteilen:
  - Dörfer Altencreußen, Bieberswöhr, Engelmannsreuth, Funkendorf, Losau, Prebitz und Voita
  - Weiler Großkorbis, Preußling und Sand
  - Einöden Kleinkorbis, Prebitzmühle, Rohrmühle und Ruspen

- Markt Schnabelwaid mit 8 Gemeindeteilen:
  - Hauptort Schnabelwaid
  - Dörfer Preunersfeld und Schönfeld
  - Weiler Arnoldsreuth, Craimoos, Gößmannsreuth, Neumühle und Schmellenhof

- Seybothenreuth mit 8 Gemeindeteilen:
  - Dörfer Döberschütz, Draisenfeld, Fenkensees, Seybothenreuth und Würnsreuth
  - Weiler Wallenbrunn
  - Einöden Forst und Petzelmühle

- Speichersdorf mit 31 Gemeindeteilen:
  - Pfarrdörfer Kirchenlaibach, Speichersdorf und Wirbenz
  - Kirchdörfer Frankenberg, Haidenaab und Ramlesreuth
  - Dörfer Brüderes, Göppmannsbühl am Bach, Göppmannsbühl am Berg, Guttenthau, Kodlitz, Nairitz, Plössen, Selbitz, Windischenlaibach und Zeulenreuth
  - Weiler Beerhof, Lettenhof, Rosenhof, Roslas und Weiherhut
  - Einöden Aumühle, Buschmühle, Forsthaus, Holzmühle, Hundsmühle, Kellerhut, Sorg, Teufelhammer und Weißenreuth
  - Unterkunftshaus Tauritzmühle

- Stadt Waischenfeld mit 29 Gemeindeteilen:
  - Hauptort Waischenfeld
  - Pfarrdorf Nankendorf
  - Kirchdorf Breitenlesau
  - Dörfer Eichenbirkig, Gösseldorf, Hannberg, Heroldsberg, Hubenberg, Köttweinsdorf, Langenloh, Löhlitz, Neusig, Saugendorf, Seelig, Siegritzberg und Zeubach
  - Weiler Aalkorb, Gutenbiegen, Heroldsberg-Tal, Kugelau, Rabeneck und Schönhaid
  - Einöden Doos, Hammermühle, Pulvermühle, Sauerhof, Schafhof, Schlößlein und Schönhof

- Warmensteinach mit 18 Gemeindeteilen:
  - Pfarrdörfer Oberwarmensteinach und Warmensteinach
  - Dörfer Fleckl, Geiersberg, Geiersberg (hinterer), Grassemann, Grenzhammer, Hütten und Stechenberg; Ort Neuwelt
  - Weiler Hempelsberg
  - Bahnhof Zainhammer
  - Einöden Brunnenhaus, Mähring, Neuwerk, Pfeiferhaus, Schmidleithen und Wagenthal

- Markt Weidenberg mit 53 Gemeindeteilen:
  - Hauptort Weidenberg
  - Kirchdörfer Neunkirchen am Main und Stockau
  - Dörfer Döhlau, Fischbach, Glotzdorf, Görau, Görschnitz, Gossenreuth, Heßlach, Lehen, Lessau, Mengersreuth, Mittlernhammer, Rügersberg, Sophienthal, Untersteinach, Ützdorf und Waizenreuth
  - Weiler Eichenhof, Hammer, Hartmannsreuth, Höflas, Kattersreuth, Lankendorf und Rosenhammer
  - Bahnhof Stockau
  - Einöden Altenreuth, Altmühle, Au, Böritzen, Bruckmühle, Eichleithen, Erdelberg, Flurhof, Gebhardtshof, Grund, Grünhof, Haselhöhe, Hilpertsgraben, Keilstein, Kleinmühle, Kolmreuth, Letten, Lochmühle, Lohe, Neuwiese, Saas, Sandhof, Schafhof, Sorg, Wildenreuth und Wölgada

## Alphabetische Liste
In Fettschrift erscheinen  Orte,  namengebend für  Gemeinde sind.

### A
- Aalkorb zu Waischenfeld
- Ackermannshof zu Gefrees
- Adlitz zu Ahorntal
- Allersdorf zu Bindlach
- Altencreußen zu Prebitz
- Altenhimmel zu Glashütten
- Altenhof zu Pottenstein
- Altenkünsberg zu Creußen
- Altenplos zu Heinersreuth
- Altenreuth zu Weidenberg
- Altenwiesen zu Betzenstein
- Althaidhof zu Creußen
- Altmühle zu Weidenberg
- Amoslohe zu Emtmannsberg
- Arnleithen zu Pottenstein
- Arnoldsreuth zu Schnabelwaid
- Au zu Weidenberg
- Aufseß
- Aumühle zu Speichersdorf
- Äußerer Graben zu Mistelgau
- Außerleithen zu Mistelgau

↑ Zurück zum Inhaltsverzeichnis

### B
- Bad Berneck i.Fichtelgebirge
- Bärnreuth zu Bad Berneck i.Fichtelgebirge
- Bärnreuth zu Hummeltal
- Bärnreuth zu Mistelgau
- Bechertshöfen zu Gefrees
- Beerfleck zu Goldkronach
- Beerhof zu Speichersdorf
- Benk zu Bindlach
- Bernheck zu Plech
- Betzenstein
- Bieberswöhr zu Prebitz
- Bindlach
- Bindlacher Berg zu Bindlach
- Birk zu Emtmannsberg
- Birkenhof zu Bad Berneck i.Fichtelgebirge
- Birklmühle zu Pegnitz
- Birnstengel zu Bischofsgrün
- Bischofsgrün
- Bockmühle zu Haag
- Bocksrück zu Haag
- Boden zu Creußen
- Bodendorf zu Pegnitz
- Böhnershof zu Mistelgau
- Böritzen zu Weidenberg
- Böseneck zu Gefrees
- Brandholz zu Goldkronach
- Brandleithen zu Bad Berneck i.Fichtelgebirge
- Braunersberg zu Mistelgau
- Breitenlesau zu Waischenfeld
- Bremermühle zu Bindlach
- Bronn zu Pegnitz
- Bruckmühle zu Bad Berneck i.Fichtelgebirge
- Bruckmühle zu Weidenberg
- Brüderes zu Speichersdorf
- Brünnberg zu Ahorntal
- Brunnenhaus zu Warmensteinach
- Buchau zu Pegnitz
- Bucheck zu Gefrees
- Büchenbach zu Pegnitz
- Buchhof zu Bindlach
- Bühl zu Creußen
- Bühl zu Emtmannsberg
- Busbach zu Eckersdorf
- Buschmühle zu Speichersdorf

↑ Zurück zum Inhaltsverzeichnis

### C
- Christanz zu Ahorntal
- Cottenbach zu Heinersreuth
- Craimoos zu Schnabelwaid
- Creez zu Hummeltal
- Creußen
- Crottendorf zu Bindlach
- Culm obere zu Mistelgau
- Culm untere zu Mistelgau
- Culmberg zu Haag

↑ Zurück zum Inhaltsverzeichnis

### D
- Degmann zu Bad Berneck i.Fichtelgebirge
- Dennhof zu Kirchenpingarten
- Dentlein zu Ahorntal
- Denzenlohe zu Heinersreuth
- Deps zu Bindlach
- Döberschütz zu Seybothenreuth
- Doebitsch zu Bad Berneck i.Fichtelgebirge
- Döhlau zu Weidenberg
- Donndorf zu Eckersdorf
- Doos zu Waischenfeld
- Dörflas zu Bindlach
- Dörnhof zu Aufseß
- Dorschenhof zu Creußen
- Draisenfeld zu Seybothenreuth
- Dressendorf zu Goldkronach
- Drosendorf an der Aufseß zu Hollfeld
- Dürrwiesen zu Heinersreuth

↑ Zurück zum Inhaltsverzeichnis

### E
- Eckartsreuth zu Kirchenpingarten
- Eckenreuth zu Betzenstein
- Eckersdorf
- Eckershof zu Bindlach
- Eibenthal zu Betzenstein
- Eichberg zu Bad Berneck i.Fichtelgebirge
- Eichen zu Emtmannsberg
- Eichen zu Hummeltal
- Eichenbirkig zu Waischenfeld
- Eichenhof zu Weidenberg
- Eichenmühle zu Plankenfels
- Eichenreuth zu Gesees
- Eichenstruth zu Betzenstein
- Eichhammer zu Emtmannsberg
- Eichig zu Ahorntal
- Eichig zu Bischofsgrün
- Eichleithen zu Weidenberg
- Eichschlag zu Emtmannsberg
- Eimersmühle zu Creußen
- Elbersberg zu Pottenstein
- Emtmannsberg
- Engelmannsreuth zu Prebitz
- Engelmeß zu Mistelgau
- Entenmühle zu Gefrees
- Erdelberg zu Weidenberg
- Erllohe zu Mehlmeisel
- Eschen zu Eckersdorf
- Eschenmühle zu Mistelgau
- Escherlich zu Bad Berneck i.Fichtelgebirge
- Euben zu Bindlach

↑ Zurück zum Inhaltsverzeichnis

### F
- Falkenhaus zu Bad Berneck i.Fichtelgebirge
- Fallmeisterei zu Plech
- Falls zu Gefrees
- Fenkensees zu Seybothenreuth
- Fernreuth zu Hollfeld
- Fichtelberg
- Fickmühle zu Emtmannsberg
- Finkenmühle zu Mistelbach
- Fischbach zu Weidenberg
- Fischlohe zu Mehlmeisel
- Fleckl zu Warmensteinach
- Flinsberg zu Kirchenpingarten
- Flur zu Heinersreuth
- Flurhof zu Bindlach
- Flurhof zu Weidenberg
- Föllmar zu Bad Berneck i.Fichtelgebirge
- Föllmarsberg zu Bad Berneck i.Fichtelgebirge
- Forkendorf zu Gesees
- Forkenhof zu Bindlach
- Fornenmühle zu Bad Berneck i.Fichtelgebirge
- Forst zu Eckersdorf
- Forst zu Seybothenreuth
- Forsthaus zu Speichersdorf
- Forstmühle zu Gesees
- Forthof zu Goldkronach
- Frankenberg zu Goldkronach
- Frankenberg zu Speichersdorf
- Frankenhaag zu Mistelgau
- Frankenhammer zu Bad Berneck i.Fichtelgebirge
- Freiahorn zu Ahorntal
- Freienfels zu Hollfeld
- Freileithen zu Haag
- Friedrichshof zu Bindlach
- Friedrichsloh zu Goldkronach
- Friedrichsruh zu Mistelgau
- Fröbershammer zu Bischofsgrün
- Fuchsendorf zu Kirchenpingarten
- Funkendorf zu Prebitz
- Furtbach zu Bindlach

↑ Zurück zum Inhaltsverzeichnis

### G
- Gampelmühle zu Emtmannsberg
- Gebhardtshof zu Weidenberg
- Gefrees
- Geiersberg zu Warmensteinach
- Hinterer Geiersberg zu Warmensteinach
- Geislareuth zu Mistelgau
- Gemein zu Bindlach
- Geräum zu Goldkronach
- Gesees zu Bad Berneck i.Fichtelgebirge
- Gesees
- Geusmanns zu Pottenstein
- Glasermühle zu Bischofsgrün
- Glashütten
- Glotzdorf zu Weidenberg
- Göhren zu Bischofsgrün
- Goldberg zu Goldkronach
- Goldkronach
- Goldmühl zu Bad Berneck i.Fichtelgebirge
- Goldner Hirsch zu Goldkronach
- Gollenbach zu Mistelgau
- Göppmannsbühl am Bach zu Speichersdorf
- Göppmannsbühl am Berg zu Speichersdorf
- Görau zu Weidenberg
- Göritzen zu Mistelgau
- Görschnitz zu Weidenberg
- Gosen zu Haag
- Gösseldorf zu Waischenfeld
- Gossenreuth zu Weidenberg
- Gößmannsreuth zu Schnabelwaid
- Gothendorf zu Bad Berneck i.Fichtelgebirge
- Gottelhof zu Emtmannsberg
- Gottelhof zu Hollfeld
- Gottmannsberg zu Gefrees
- Gottsfeld zu Creußen
- Grabenhaus zu Bindlach
- Graisch zu Pottenstein
- Grassemann zu Warmensteinach
- Grenzhammer zu Warmensteinach
- Gries zu Mistelgau
- Großkorbis zu Prebitz
- Großkrausmühle zu Pegnitz
- Großweiglareuth zu Creußen
- Grub zu Kirchenpingarten
- Grund zu Weidenberg
- Grüngraben zu Heinersreuth
- Grünhof zu Weidenberg
- Grünhügel zu Gefrees
- Grünstein zu Gefrees
- Gubitzmoos zu Hummeltal
- Güßhügel zu Bischofsgrün
- Gutenbiegen zu Waischenfeld
- Guttenthau zu Speichersdorf

↑ Zurück zum Inhaltsverzeichnis

### H
- Haag zu Goldkronach
- Haag
- Haaghaus zu Creußen
- Hagenohe zu Creußen
- Hagenreuth zu Creußen
- Hahnengrün zu Kirchenpingarten
- Hahnenhof zu Heinersreuth
- Haidenaab zu Speichersdorf
- Haidlas zu Gefrees
- Haidmühle zu Pegnitz
- Hainbach zu Hollfeld
- Hainbronn zu Pegnitz
- Hammer zu Plankenfels
- Hammer zu Weidenberg
- Hammerbühl zu Pegnitz
- Hämmerlas zu Gefrees
- Hammermühle zu Creußen
- Hammermühle zu Waischenfeld
- Hannberg zu Waischenfeld
- Hardt zu Eckersdorf
- Hardt zu Mistelgau
- Harloth zu Mistelgau
- Hartmannsreuth zu Weidenberg
- Haselbrunn zu Pottenstein
- Haselhof zu Bindlach
- Haselhöhe zu Weidenberg
- Haßlach zu Pottenstein
- Hauendorf zu Emtmannsberg
- Hauenreuth zu Bindlach
- Heckenhof zu Aufseß
- Hedelmühle zu Pegnitz
- Hedlerreuth zu Bischofsgrün
- Heidelleithen zu Goldkronach
- Heinersgrund zu Bindlach
- Heinersreuth zu Bad Berneck i.Fichtelgebirge
- Heinersreuth
- Heisenstein zu Bindlach
- Heisenstein zu Eckersdorf
- Hempelsberg zu Warmensteinach
- Hermersreuth zu Gefrees
- Heroldsberg zu Waischenfeld
- Heroldsberg-Tal zu Waischenfeld
- Heroldsreuth zu Pegnitz
- Herrenmühle zu Pegnitz
- Herrnmühle zu Kirchenpingarten
- Heßlach zu Weidenberg
- Hetzendorf zu Betzenstein
- Hilpertsgraben zu Weidenberg
- Hinterbug zu Gefrees
- Hintergereuth zu Ahorntal
- Hinterkleebach zu Hummeltal
- Hinterröhrenhof zu Bad Berneck i.Fichtelgebirge
- Hirschhaid zu Bischofsgrün
- Höchstädt zu Betzenstein
- Hochstahl zu Aufseß
- Höfen zu Hollfeld
- Höflas zu Gefrees
- Höflas zu Weidenberg
- Hohehaid zu Bischofsgrün
- Hohenfichten zu Gesees
- Höhenklinik Bischofsgrün zu Bischofsgrün
- Hohenknoden zu Bad Berneck i.Fichtelgebirge
- Hohenmirsberg zu Pottenstein
- Hohenreuth zu Hummeltal
- Hollenberg zu Pegnitz
- Hollenreuth zu Gefrees
- Hollfeld
- Holzmühle zu Speichersdorf
- Hörhof zu Creußen
- Horlach zu Pegnitz
- Hörlasreuth zu Creußen
- Hubenberg zu Waischenfeld
- Hufeisen-Waldhaus zu Pegnitz
- Hühl zu Emtmannsberg
- Hüll zu Betzenstein
- Hundshof zu Ahorntal
- Hundshof zu Aufseß
- Hundshof zu Mistelgau
- Hundsmühle zu Speichersdorf
- Hunger zu Betzenstein
- Huth zu Haag
- Hutschenreuth zu Gefrees
- Hütten zu Ahorntal
- Hütten zu Warmensteinach
- Hüttstadl zu Fichtelberg
- Hüttstadl zu Mehlmeisel

↑ Zurück zum Inhaltsverzeichnis

### I
- Illafeld zu Betzenstein

↑ Zurück zum Inhaltsverzeichnis

### J
- Jägersruh zu Bad Berneck i.Fichtelgebirge
- Juliusthal zu Bad Berneck i.Fichtelgebirge

↑ Zurück zum Inhaltsverzeichnis

### K
- Kainach zu Hollfeld
- Kaltenthal zu Pegnitz
- Kammer zu Mistelgau
- Karches zu Bischofsgrün
- Kastenmühle zu Gefrees
- Kattersreuth zu Weidenberg
- Katzeneichen zu Bindlach
- Kaupersberg zu Plankenfels
- Keilstein zu Weidenberg
- Kellerhut zu Speichersdorf
- Kesselberg (hinterer) zu Gefrees
- Kesselberg (vorderer) zu Gefrees
- Kirchahorn zu Ahorntal
- Kirchenbirkig zu Pottenstein
- Kirchenlaibach zu Speichersdorf
- Kirchenpingarten
- Kirmsees zu Kirchenpingarten
- Kirschbaum zu Gefrees
- Klausberg zu Betzenstein
- Klausenhäusl zu Mehlmeisel
- Klausstein zu Ahorntal
- Kleinkirchenbirkig zu Pottenstein
- Kleinkorbis zu Prebitz
- Kleinkrausmühle zu Pegnitz
- Kleinlesau zu Pottenstein
- Kleinmühle zu Weidenberg
- Kleinweiglareuth zu Creußen
- Klingenmühle zu Mistelgau
- Knopfhammer zu Gefrees
- Kobelsberg zu Aufseß
- Kodlitz zu Speichersdorf
- Kolbenhof zu Bad Berneck i.Fichtelgebirge
- Kolmreuth zu Weidenberg
- Konradswiese zu Goldkronach
- Körbeldorf zu Pegnitz
- Kornbach zu Gefrees
- Körzendorf zu Ahorntal
- Kosbrunn zu Pegnitz
- Köslar zu Bad Berneck i.Fichtelgebirge
- Kottersreuth zu Goldkronach
- Köttweinsdorf zu Waischenfeld
- Kotzenhammer zu Pegnitz
- Kotzmannsreuth zu Creußen
- Kreckenmühle zu Mistelgau
- Kreuzstein zu Goldkronach
- Krögelstein zu Hollfeld
- Kröttenhof zu Betzenstein
- Kugelau zu Waischenfeld
- Kühleithen zu Goldkronach
- Kühlenfels zu Pottenstein
- Kutschenrangen zu Bad Berneck i.Fichtelgebirge

↑ Zurück zum Inhaltsverzeichnis

### L
- Lahm zu Eckersdorf
- Laimen zu Mistelgau
- Langengefäll zu Kirchenpingarten
- Langenloh zu Waischenfeld
- Langenreuth zu Pegnitz
- Langweil zu Ahorntal
- Lankendorf zu Weidenberg
- Lankenreuth zu Creußen
- Lehen zu Weidenberg
- Lehm zu Pegnitz
- Leienfels zu Pottenstein
- Leisau zu Goldkronach
- Leismühle zu Haag
- Lenz zu Mistelgau
- Lessau zu Weidenberg
- Letten zu Creußen
- Letten zu Weidenberg
- Lettenhof zu Speichersdorf
- Leupoldstein zu Betzenstein
- Leups zu Pegnitz
- Leupsermühle zu Pegnitz
- Lichtentanne zu Heinersreuth
- Lienlas zu Kirchenpingarten
- Lindenhardt zu Creußen
- Linhardshaus zu Emtmannsberg
- Lobensteig zu Pegnitz
- Loch zu Hollfeld
- Lochau zu Eckersdorf
- Lochmühle zu Weidenberg
- Lohe zu Eckersdorf
- Lohe zu Weidenberg
- Löhlitz zu Waischenfeld
- Losau zu Prebitz
- Lübnitz zu Gefrees
- Lüglas zu Pegnitz
- Lützenreuth zu Gefrees

↑ Zurück zum Inhaltsverzeichnis

### M
- Mähring zu Warmensteinach
- Mainleithen zu Bad Berneck i.Fichtelgebirge
- Mandlau zu Pottenstein
- Martinsreuth zu Heinersreuth
- Matzenberg zu Eckersdorf
- Mehlmeisel
- Melkendorf zu Eckersdorf
- Melm zu Goldkronach
- Mengersdorf zu Mistelgau
- Mengersreuth zu Weidenberg
- Mergners zu Betzenstein
- Metzlersreuth zu Gefrees
- Meuschlitz zu Plankenfels
- Meyerhof zu Gefrees
- Micheldorf zu Bad Berneck i.Fichtelgebirge
- Mistelbach
- Mistelgau
- Mittelbug zu Gefrees
- Mittelmühle zu Pottenstein
- Mitterlind zu Mehlmeisel
- Mittlernhammer zu Weidenberg
- Moggendorf zu Hollfeld
- Mooshof zu Bad Berneck i.Fichtelgebirge
- Moosing zu Mistelgau
- Moritzmühle zu Hummeltal
- Moritzreuth zu Hummeltal
- Muckenreuth zu Kirchenpingarten
- Münchs zu Betzenstein
- Muthmannsreuth zu Hummeltal

↑ Zurück zum Inhaltsverzeichnis

### N
- Nairitz zu Speichersdorf
- Nankendorf zu Waischenfeld
- Neidenstein zu Hollfeld
- Nemmersdorf zu Goldkronach
- Nemschenreuth zu Pegnitz
- Nenntmannsreuth zu Bad Berneck i.Fichtelgebirge
- Neß zu Hummeltal
- Neubau zu Fichtelberg
- Neubau zu Gefrees
- Neudorf zu Bad Berneck i.Fichtelgebirge
- Neudorf zu Pegnitz
- Neuenplos zu Heinersreuth
- Neuenreuth zu Creußen
- Neuenreuth zu Gefrees
- Neugrün zu Mehlmeisel
- Neuhaidhof zu Creußen
- Neuhaus zu Aufseß
- Neuhaus zu Bad Berneck i.Fichtelgebirge
- Neuhaus zu Bindlach
- Neuhaus zu Bischofsgrün
- Neuhaus zu Creußen
- Neuhof zu Creußen
- Neuhof zu Pegnitz
- Neumühle zu Ahorntal
- Neumühle zu Hummeltal
- Neumühle zu Plankenfels
- Neumühle zu Schnabelwaid
- Neunkirchen am Main zu Weidenberg
- Neusig zu Waischenfeld
- Neustädtlein am Forst zu Eckersdorf
- Neuwelt zu Plankenfels
- Neuwelt zu Warmensteinach
- Neuwerk zu Warmensteinach
- Neuwiese zu Weidenberg

↑ Zurück zum Inhaltsverzeichnis

### O
- Oberailsfeld zu Ahorntal
- Oberaufseß zu Aufseß
- Oberbug zu Gefrees
- Obergräfenthal zu Bindlach
- Oberhauenstein zu Pegnitz
- Oberhöhlmühle zu Creußen
- Oberlind zu Mehlmeisel
- Oberneueben zu Creußen
- Oberneuenreuth zu Gefrees
- Obernschreez zu Haag
- Obernsees zu Mistelgau
- Oberölschnitz zu Emtmannsberg
- Oberschwarzach zu Creußen
- Oberwaiz zu Eckersdorf
- Oberwarmensteinach zu Warmensteinach
- Ochsenholz zu Mistelgau
- Ottenberg zu Betzenstein
- Ottenhof zu Plech
- Ottmannsreuth zu Creußen

↑ Zurück zum Inhaltsverzeichnis

### P
- Pegnitz
- Pensenleithen zu Mistelgau
- Penzenreuth zu Pegnitz
- Pertenhof zu Pegnitz
- Pettendorf zu Hummeltal
- Pettendorfermühle zu Hummeltal
- Petzelmühle zu Seybothenreuth
- Petzet zu Gefrees
- Pfaffenberg zu Ahorntal
- Pfarrloh zu Goldkronach
- Pfeiferhaus zu Warmensteinach
- Pferch zu Bindlach
- Pfergacker zu Goldkronach
- Pilgerndorf zu Hollfeld
- Pirschling zu Emtmannsberg
- Pittersdorf zu Hummeltal
- Plankenfels
- Plankenstein zu Plankenfels
- Plech
- Pleofen zu Eckersdorf
- Plösen zu Mistelgau
- Plössen zu Speichersdorf
- Pöllersdorf zu Goldkronach
- Poppendorf zu Ahorntal
- Poppenmühle zu Mistelbach
- Pottenstein
- Prebitz
- Prebitzmühle zu Prebitz
- Preunersfeld zu Schnabelwaid
- Preußling zu Prebitz
- Prüllsbirkig zu Pottenstein
- Pullendorf zu Pottenstein
- Pulvermühle zu Waischenfeld
- Püttlach zu Pottenstein

↑ Zurück zum Inhaltsverzeichnis

### R
- Rabeneck zu Waischenfeld
- Rabenstein zu Ahorntal
- Rackersberg zu Pottenstein
- Ramlesreuth zu Speichersdorf
- Ramsenthal zu Bindlach
- Rangen zu Bischofsgrün
- Regenthal zu Pottenstein
- Reipertsgesee zu Betzenstein
- Reisach zu Pegnitz
- Reislas zu Kirchenpingarten
- Reizendorf zu Ahorntal
- Reuth zu Goldkronach
- Reuthaus zu Emtmannsberg
- Richardsfeld zu Mehlmeisel
- Riegelstein zu Betzenstein
- Rimlas zu Bad Berneck i.Fichtelgebirge
- Ringau zu Plankenfels
- Rödlasberg zu Bad Berneck i.Fichtelgebirge
- Röhrig zu Bindlach
- Rohrmühle zu Prebitz
- Rosengarten zu Hummeltal
- Rosenhammer zu Weidenberg
- Rosenhof zu Pegnitz
- Rosenhof zu Speichersdorf
- Roslas zu Speichersdorf
- Röthelbach zu Bindlach
- Röthelbach zu Hummeltal
- Rügersberg zu Weidenberg
- Ruh zu Bindlach
- Rupprechtshöhe zu Pottenstein
- Ruspen zu Prebitz

↑ Zurück zum Inhaltsverzeichnis

### S
- Saas zu Goldkronach
- Saas zu Weidenberg
- Sachsendorf zu Aufseß
- Sägmühle zu Creußen
- Sahrmühle zu Haag
- Sand zu Gefrees
- Sand zu Goldkronach
- Sand zu Prebitz
- Sandhof zu Goldkronach
- Sandhof zu Weidenberg
- Sauerhof zu Waischenfeld
- Saugendorf zu Waischenfeld
- Schafhof zu Hollfeld
- Schafhof zu Waischenfeld
- Schafhof zu Weidenberg
- Schamelsberg zu Emtmannsberg
- Schamlesberg zu Gefrees
- Schanz zu Eckersdorf
- Scharthammer zu Pegnitz
- Scherleithen zu Plankenfels
- Schermshöhe zu Betzenstein
- Schlegelberg zu Goldkronach
- Schleifmühle zu Bindlach
- Schloss Fantaisie zu Eckersdorf
- Schlößlein zu Waischenfeld
- Schlotmühle zu Plankenfels
- Schmellenhof zu Schnabelwaid
- Schmelz zu Bad Berneck i.Fichtelgebirge
- Schmetterslohe zu Kirchenpingarten
- Schmidleithen zu Warmensteinach
- Schnabelwaid
- Schnackenwöhr zu Hollfeld
- Schnackenwöhr zu Mistelgau
- Schnörleinsmühle zu Mistelbach
- Schobertsberg zu Mistelgau
- Schobertsreuth zu Mistelgau
- Schöchleins zu Mistelgau
- Schöchleinsmühle zu Ahorntal
- Schönfeld zu Hollfeld
- Schönfeld zu Schnabelwaid
- Schönhaid zu Waischenfeld
- Schönhof zu Waischenfeld
- Schönthal zu Plech
- Schrenkersberg zu Plankenfels
- Schressendorf zu Plankenfels
- Schrot zu Bindlach
- Schüttersmühle zu Pottenstein
- Schützenmühle zu Hummeltal
- Schweinsbach zu Gefrees
- Schweinsmühle zu Ahorntal
- Schwürz zu Creußen
- Seelig zu Waischenfeld
- Seidelmühle zu Emtmannsberg
- Seidwitz zu Creußen
- Seitenbach zu Mistelgau
- Selbitz zu Speichersdorf
- Seybothenreuth
- Sickenreuth zu Goldkronach
- Siegmannsbrunn zu Pottenstein
- Siegritzberg zu Waischenfeld
- Silberrose zu Goldkronach
- Simmelbuch zu Eckersdorf
- Sommerleithen zu Goldkronach
- Sonnenleithen zu Mistelbach
- Sophienthal zu Weidenberg
- Soranger zu Pottenstein
- Sorg zu Creußen
- Sorg zu Heinersreuth
- Sorg zu Mistelgau
- Sorg zu Speichersdorf
- Sorg zu Weidenberg
- Spänfleck zu Gesees
- Speichersdorf
- Spies zu Betzenstein
- Stechenberg zu Warmensteinach
- Stechendorf zu Hollfeld
- Steifling zu Pottenstein
- Stein zu Eckersdorf
- Stein zu Gefrees
- Stein zu Pegnitz
- Steinbühl zu Bad Berneck i.Fichtelgebirge
- Steinmühle zu Hummeltal
- Stemmenreuth zu Pegnitz
- Stierberg zu Betzenstein
- Stockau zu Weidenberg
- Stockau Bahnhof zu Weidenberg
- Stockhaus zu Heinersreuth
- Stöckig zu Bindlach
- Stockmühle zu Creußen
- Streit zu Mistelgau
- Streitau zu Gefrees
- Streitauermühle zu Gefrees
- Striegelhof zu Mistelgau
- Strüthof zu Plech

↑ Zurück zum Inhaltsverzeichnis

### T
- Tannenbach zu Heinersreuth
- Tauritzmühle zu Speichersdorf
- Tennig zu Mistelgau
- Teufelhammer zu Speichersdorf
- Thalmühle zu Gesees
- Theta zu Bindlach
- Tiefenlesau zu Hollfeld
- Tiefenthal zu Creußen
- Trägweis zu Pottenstein
- Treppendorf zu Hollfeld
- Tressau zu Kirchenpingarten
- Tröbersdorf zu Eckersdorf
- Trockau zu Pegnitz
- Troschenreuth zu Emtmannsberg
- Troschenreuth zu Pegnitz
- Truppach zu Mistelgau
- Tüchersfeld zu Pottenstein

↑ Zurück zum Inhaltsverzeichnis

### U
- Unterbug zu Gefrees
- Unterhauenstein zu Pegnitz
- Unterhöhlmühle zu Creußen
- Unterkonnersreuth zu Heinersreuth
- Unterlind zu Mehlmeisel
- Unterneueben zu Creußen
- Unternschreez zu Haag
- Unterölschnitz zu Emtmannsberg
- Unterschwarzach zu Creußen
- Untersteinach zu Weidenberg
- Unterwaiz zu Heinersreuth
- Utzbürg zu Hollfeld
- Ützdorf zu Weidenberg

↑ Zurück zum Inhaltsverzeichnis

### V
- Vestenmühle zu Pegnitz
- Voita zu Prebitz
- Voitsreuth zu Hummeltal
- Vollhof zu Heinersreuth
- Volsbach zu Ahorntal
- Vordergereuth zu Ahorntal
- Vorderkleebach zu Pottenstein
- Vorderröhrenhof zu Bad Berneck i.Fichtelgebirge
- Vorlahm zu Eckersdorf

↑ Zurück zum Inhaltsverzeichnis

### W
- Wadendorf zu Plankenfels
- Wagenthal zu Warmensteinach
- Wagnerseinzel zu Gefrees
- Waidach zu Pottenstein
- Waiganz zu Betzenstein
- Waischenfeld
- Waizenreuth zu Weidenberg
- Waldhütte zu Eckersdorf
- Wallenbrunn zu Seybothenreuth
- Wannberg zu Pottenstein
- Warmeleithen zu Bad Berneck i.Fichtelgebirge
- Warmensteinach
- Wasserknoden zu Bad Berneck i.Fichtelgebirge
- Wasserkraut zu Creußen
- Weidelwangermühle zu Pegnitz
- Weidenberg
- Weidenhüll bei Elbersberg zu Pottenstein
- Weidenhüll bei Leienfels zu Pottenstein
- Weidenhüll-Knock zu Pottenstein
- Weidenloh zu Pottenstein
- Weidensees zu Betzenstein
- Weidmannsgesees zu Pottenstein
- Weidmannshöhe zu Pegnitz
- Weiglathal zu Hummeltal
- Weiher zu Ahorntal
- Weiher zu Hollfeld
- Weiherhaus zu Bindlach
- Weiherhut zu Speichersdorf
- Weikenreuth zu Heinersreuth
- Weißenreuth zu Speichersdorf
- Welkendorf zu Hollfeld
- Wiedent zu Emtmannsberg
- Wiesentfels zu Hollfeld
- Wildenreuth zu Weidenberg
- Willenberg zu Pegnitz
- Willenreuth zu Pegnitz
- Windhof zu Eckersdorf
- Windischenlaibach zu Speichersdorf
- Windmühle zu Ahorntal
- Wirbenz zu Speichersdorf
- Witzleshofen zu Gefrees
- Wohnsdorf zu Hollfeld
- Wohnsgehaig zu Mistelgau
- Wolfsgraben zu Eckersdorf
- Wolfslohe zu Pegnitz
- Wölgada zu Weidenberg
- Wülfersreuth zu Bischofsgrün
- Wundenbach zu Gefrees
- Wünschendorf zu Ahorntal
- Würnsreuth zu Seybothenreuth

↑ Zurück zum Inhaltsverzeichnis

### Z
- Zainhammer zu Warmensteinach
- Zauppenberg zu Ahorntal
- Zeckenmühle zu Mistelbach
- Zengerslohe zu Kirchenpingarten
- Zettlitz zu Bindlach
- Zettlitz zu Gefrees
- Zeubach zu Waischenfeld
- Zeulenreuth zu Speichersdorf
- Ziegelhütte zu Goldkronach
- Ziegelhütte zu Pegnitz
- Zips zu Pegnitz
- Zochenreuth zu Aufseß
- Zoppaten zu Goldkronach

↑ Zurück zum Inhaltsverzeichnis